# Gilmore (cràter)
Gilmore és un cràter d'impacte en el planeta Venus de 21,3 km de diàmetre. Porta el nom de Mary Gilmore (1865-1962), poetessa i periodista australiana, i el seu nom va ser aprovat per la Unió Astronòmica Internacional el 1994.